# Michael Bacher
Michael Bacher (* 23. Februar 1991 in Wasserburg am Inn) ist ein deutscher Fußballschiedsrichter.

## Karriere
Michael Bacher, der hauptberuflich als Unternehmensberater tätig ist, gehört als DFB-Schiedsrichter im Verein SV Amerang zum Bayerischen Fußballverband.
Bacher ist seit 2016 als Schiedsrichter der 3. Liga tätig, in welcher sein Debüt bei der Begegnung Preußen Münster gegen Werder Bremen II am 24. September erfolgte. Seine erste Spielleitung in der 2. Bundesliga erfolgte in der Saison 2018/19 im Spiel 1. FC Union Berlin gegen MSV Duisburg.
Bis 2018 war Bacher zudem als Linienrichter bis zur zweiten Bundesliga im Team von Florian Badstübner tätig. Zusätzlich wird er bis zur Bundesliga als Vierter Offizieller und in der zweiten Bundesliga als Video-Assistent eingesetzt.